# Flaming Youth (píseň)
Flaming Youth je píseň americké rockové skupiny Kiss vydaná na albu Destroyer. Píseň vyšla jako singl tohoto úspěšného alba skupiny. Song se umístil v USA na 72 místě a v Kanadě na 73 místě.

## Sestava
- Paul Stanley – zpěv, rytmická kytara
- Gene Simmons – zpěv, basová kytara
- Ace Frehley – sólová kytara, basová kytara
- Peter Criss – zpěv, bicí, perkuse